# Discordianisme
Discordianisme er en moderne kaosbaseret religion, grundlagt i 1958 eller 1959. Discordianismen er blevet beskrevet som en omstændelig vittighed forklædt som en religion og en religion forklædt som en omstændelig vittighed. Nogle discordianere har hævdet at det er "en religion forklædt som en vittighed forklædt som en religion" (eller "en vittighed forklædt som en religion forklædt som en vittighed forklædt som ...).
Discordianismen kan betragtes som en afvisning af reduktionisme og dualisme, endda af falsificerbarhed — et koncept ikke ulig postmodernismen eller visse træk i matematikkens filosofi. Hvor de fleste religioner hylder harmoni og orden i universet, kan discordianismen ses som anerkendelsen af at disharmoni og kaos også er aspekter af virkeligheden.
Discordianismens hovedværk er Principia Discordia, og i det omfang, der overhovedet finder gudsdyrkelse sted i discordianismen, er Eris den centrale gudinde.
Et ofte brugt discordiansk symbol er "Sacred Chao" (Chao udtales som "cow"), der ligner yin og yang, men inkorporerer en femkant (alluderer bl.a. til Pentagon) og et gyldent æble med påskriften καλλίστί – "til den smukkeste".
- Wikimedia Commons har flere filer relateret til Discordianisme

| Religion | Spire Denne religionsartikel er en spire som bør udbygges. Du er velkommen til at hjælpe Wikipedia ved at udvide den. |